# Der Tiefstapler
Der Tiefstapler ist eine deutsche Filmkomödie aus dem Jahre 1978 mit Gert Fröbe und Georg Thomalla.

## Handlung
Als der deutsche Entwicklungshilfeminister zu seinem angekündigten Besuch in einem nicht näher benannten lateinamerikanischen Staat nicht wie erwartet eintrifft, überredet der deutsche Botschafter zwei Touristen, für ihn einzuspringen. Beide sollen das Ministerehepaar geben. Bei dem Mann handelt es sich um einen vermeintlichen Fabrikanten von Rollmöpsen, der jedoch in Wirklichkeit ein Professor ist. Die andere Deutsche wird für eine Prostituierte gehalten, ist in Wahrheit aber eine Ärztin. Aus dieser Konstellation ergeben sich zahlreiche Verwicklungen, bei denen sowohl die Deutschen als auch die Lateinamerikaner überaus vertrottelt agieren.

## Produktionsnotizen
Der Tiefstapler, hergestellt von zwei unbekannten Firmen aus Frankfurt am Main und Königstein, entstand innerhalb von 30 Drehtagen zwischen dem 13. Oktober und 25. November 1977 in Sevilla und Umgebung. Die Uraufführung erfolgte am 11. Mai 1978 in Bonn.
Regisseur Bieber, der nach der Fertigstellung des Films seinen Namen zurückzog, hatte sein Handwerk als Regieassistent bei der DEFA erlernt und sich einen Namen als respektabler Fernsehfilmregisseur gemacht. Nach Der Tiefstapler verschwand er komplett aus dem Licht der Öffentlichkeit. 
Infolge des desaströsen Produktionsresultats zog der Verleih Anfang Juli 1978 den Film aus den Lichtspielhäusern zurück.

## Kritik
Der Film gilt als eine der missglücktesten und fürchterlichsten bundesdeutschen Produktionen überhaupt. Die wenigen Kritiken zu dem Film variierten allenfalls die Stärke ihrer Verrisse. Hierzu zwei exemplarische Beispiele:
So schrieb das Lexikon des Internationalen Films: „Die unfähigen Autoren des faden Filmchens begreifen Entwicklungsländer als Bananenrepubliken, ihre Politiker als Operettenchargen, ihre Bewohner als Karikaturen und Kretins.“
Kay Wenigers Das große Personenlexikon des Films sah in Der Tiefstapler schlicht einen „Tiefpunkt deutschen Filmschaffens“.